# Тукшумка (приток Тереньгульки)
Тукшумка (в верховье Крутой овраг) — река в Ульяновской и Самарской областях России.
Тукшумка — левобережный приток реки Тереньгулька, её устье находится в 19 километрах от устья Тереньгульки. Длина реки — 36 километров. Площадь водосборного бассейна — 342 км².
Берёт начало возле жилого городка Мочилки 4-го арсенала ВВС и ПВО ВМФ.

## Этимология
Вероятно, название появилось как звукоподражание татарскому слову туку (долбить, стучать), по смыслу близко к русскому названию Гремучая.

## Данные водного реестра
По данным государственного водного реестра России относится к Нижневолжскому бассейновому округу, водохозяйственный участок реки — Куйбышевского водохранилища от посёлка городского типа Камское Устье до Куйбышевского гидроузла, без реки Большой Черемшан. Речной бассейн реки — Волга от верхнего Куйбышевского водохранилища до впадения в Каспий.